# Kurovecika, Volociîsk
Kurovecika (în ucraineană Куровечка) este un sat în comuna Sarniv din raionul Volociîsk, regiunea Hmelnîțkîi, Ucraina.

## Demografie
Componența lingvistică a localității Kurovecika
     Ucraineană (100%)
Conform recensământului din 2001, toată populația localității Kurovecika era vorbitoare de ucraineană (100%).